# Musa insularimontana
Musa insularimontana là một loài thực vật có hoa trong họ Musaceae. Loài này được Hayata miêu tả khoa học đầu tiên năm 1913.